# Carl Wyland
Carl Hubert Wyland (* 22. Mai 1886 in Köln; † 24. Mai 1972 ebenda) war ein deutscher Kunstschmied.:966

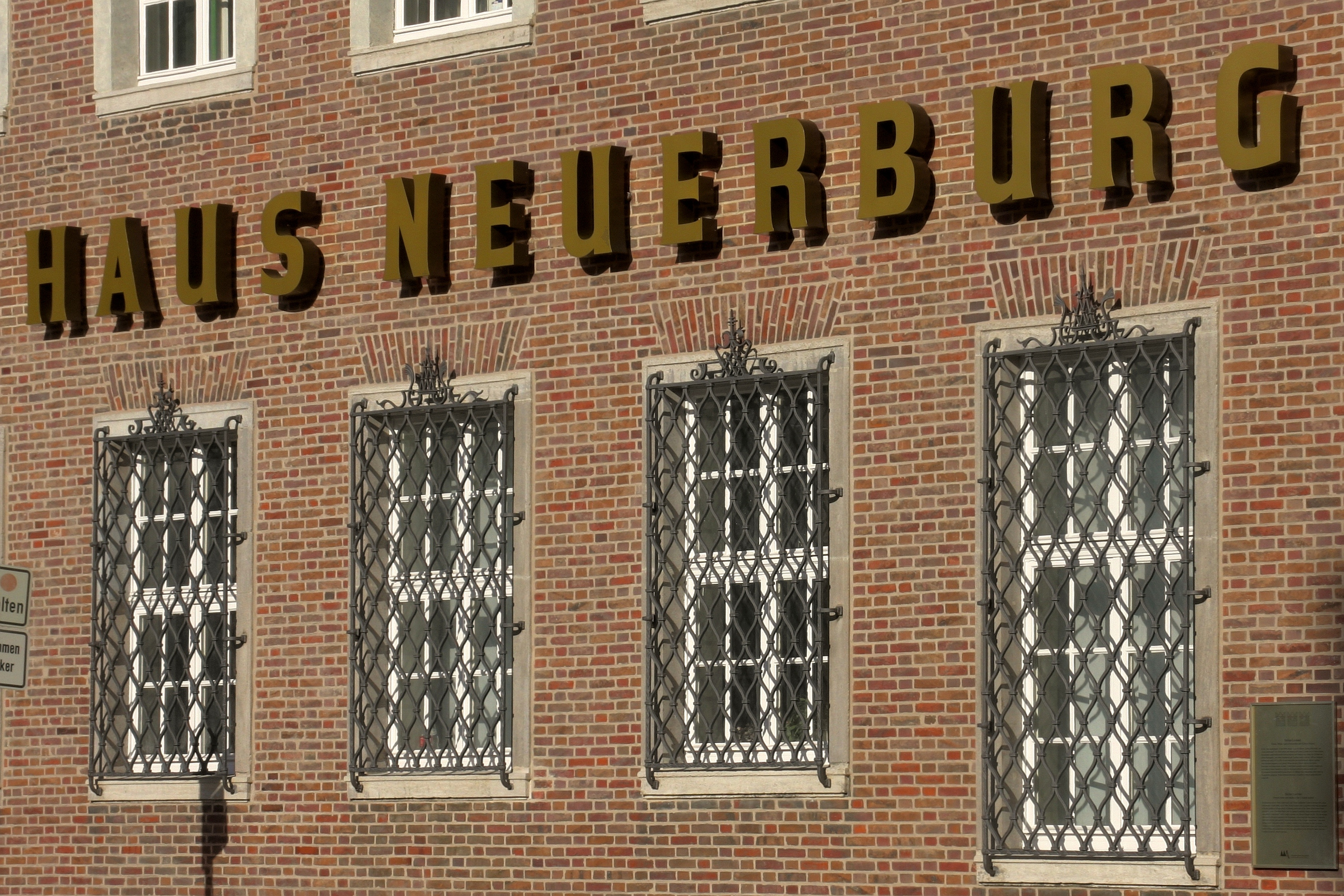
Fenstergitter am Haus Neuerburg, Köln

## Leben

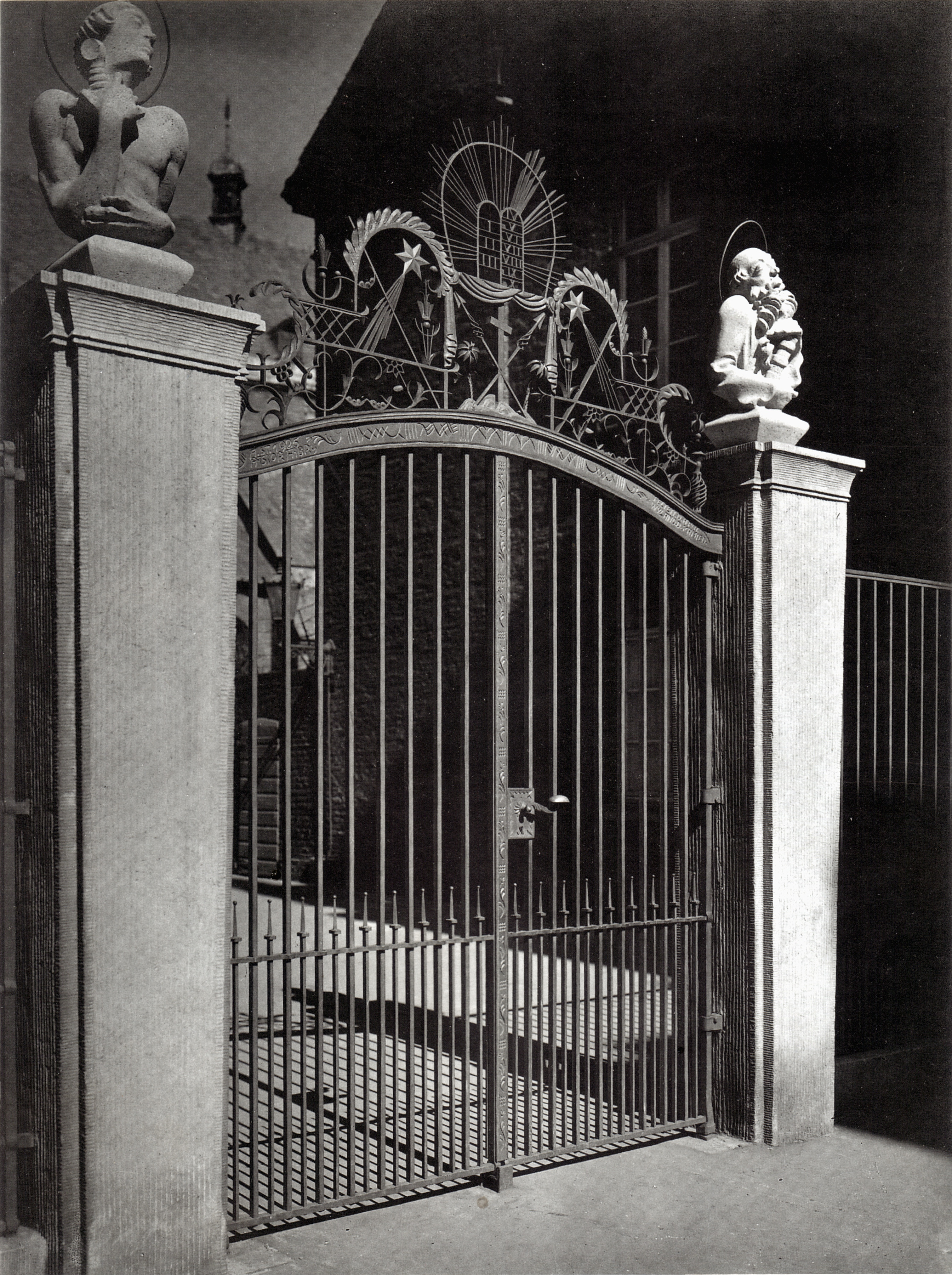
Gittertor an St. Georg in Köln, Foto 1925 von Hugo Schmölz

Der aus einer traditionellen Kölner Kunstschlosserfamilie stammende Wyland führte seit den 1920er Jahren große Aufträge in Deutschland und Europa durch. Ab den 1950er Jahren war er auch in den USA tätig.
Carl Wylands Großvater Johann Wyland (1811–1884) gründete 1835 eine Kunstschlosserei.
Mit 17 Jahren entschloss sich Carl (Hubert) Wyland die Familientradition fortzuführen und begann eine dreijährige Lehre im väterlichen Betrieb. Sein Bruder Heinrich entschied sich für die Elektrotechnik. Nach der Lehre besuchte er von 1906 bis 1909 die Kunstgewerbeschule, danach die Baugewerk-, die Maschinenbau- sowie die Handelshochschule in Köln. Dort wurde Wyland in Schmiedetechnik, Statik, Baukonstruktion und zeichnerischem Entwurf unterwiesen. 1911/1912 komplettierte er seine Ausbildung im technischen Büro der Maschinenfabrik Wanzelius & Schlüsselburg in Metz. Der Eintritt in der väterliche Werkstatt erfolgte 1913, nachdem er noch ein Praktikum in Frankreich absolviert hatte.
1922 übernahm Wyland die Werkstatt des Vaters Carl Gustav Wyland (1848–1922) und stellte von Kunstschlosserei auf reine Kunstschmiede um. Seine Frau Maria, geb. Frings – die er 1921 heiratete – war eine Schwägerin des Kölner Architekten Ernst Wilhelm Scheidt (1889–1961). Ihr einziger Sohn fiel am 9. November 1943 in Russland.
Wyland arbeitete mit bekannten Architekten wie Werner March oder Rudolf Schwarz zusammen und erhielt für seine Arbeiten zahlreiche nationale und internationale Auszeichnungen. Ebenso arbeitete er nach Entwürfen des mit ihm befreundeten österreichischen Bildhauers Wolfgang Wallner (Kölner Werkschulen).
Zu Beginn der 1960er Jahre unterrichtete er den Bildhauer Wolfgang Göddertz. Einer der letzten Schüler, die Wyland kurz vor seinem Tode in Köln im Kunstschmiedehandwerk ausbildete, war der Neuwieder Kunstschmied und Metallbildhauer Klaus Rudolf Werhand.
Wyland starb 1972, zwei Tage nach seinem 86. Geburtstag, in Köln und wurde in der Familiengrabstätte auf dem Westfriedhof beigesetzt.
Der Nachlass von Carl Wyland befindet sich im Museum für Angewandte Kunst in Köln.

## Auszeichnungen
- 1954: Bundesverdienstkreuz am Bande
- 1966: Bundesverdienstkreuz 1. Klasse[1]:966

## Arbeiten (unvollständig)

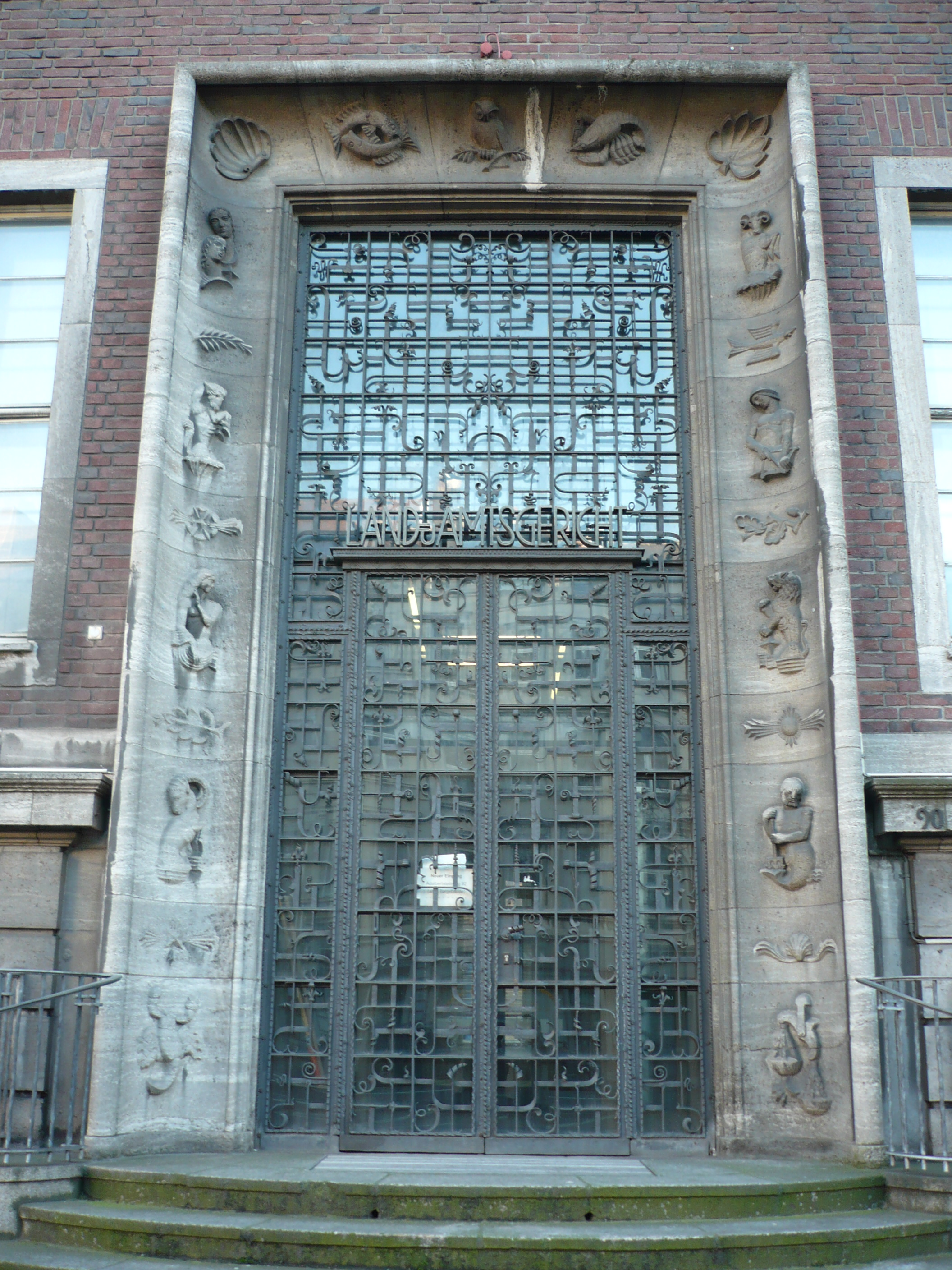
Schmiedearbeit am Hauptportal des ersten Gerichts-Erweiterungsbaus in Aachen

- Toranlagen der Rheinischen Friedrich-Wilhelms-Universität Bonn
- 1928–1929: Fenstergitter und -aufsätze für das  Geschäftshaus der Zigarettenfabrik Haus Neuerburg in Köln
- 1929: Portalgitter und (Haupt-)Treppengitter für den ersten Erweiterungsbau das Land- und Amtsgericht Aachen[5]
- Arbeiten für die Villa Heinrich Neuerburg in Köln-Marienburg in der Villenkolonie Köln-Marienburg (im Stil des Spätbarocks)
- Arbeiten für Haupteingang und Fenstergitter am Amtsgericht Düren (1939 bis 1942)
- Ausstattung mehrerer US-amerikanischer Kirchen
- Türanlage mit Gittern am Hauptgebäude des Flughafens Köln-Butzweilerhof
- Wandarm für Ewig Licht, St. Gereon in Köln-Merheim 1964

## Ausstellungen
- „EisenZeit“ – Einzelausstellung im „Museum für angewandte Kunst“ in Köln vom 24. Oktober bis 7. Dezember 1997.